# 克里斯特爾城 (密蘇里州)
克里斯特爾城（英語：Crystal City）是位於美國密蘇里州傑佛遜縣的城市。

## 人口
根據2020年美國人口普查的數據，克里斯特爾城的面積為11.71平方千米，當中陸地面積為11.69平方千米，而水域面積為0.02平方千米。當地共有人口4740人，而人口密度為每平方千米405人。